# Rényi Tamás
Rényi Tamás (Budapest, 1929. május 29. – Budapest, 1980. július 28.) Balázs Béla-díjas magyar filmrendező, forgatókönyvíró, író, érdemes művész.

## Életpályája
Érettségi után 1947–1950 között szövőgyári lakatosként, majd a Goldberger gyár tanműhelyének vezetőjeként dolgozott. 1950–1954 között a Színház- és Filmművészeti Főiskolán Gertler Viktor tanítványa volt. 1952–1955 között a Honvéd Filmnél rendező volt. 1955-ben került a Mafilmhoz. Kezdetben asszisztens volt Fábri Zoltán és Palásthy György mellett. Pályáját egyéni hangú és látásmódú rövidfilmekkel kezdte. Első nagyjátékfilmje, az 1962-ben forgatott Legenda a vonaton már valamennyi rendezői erényét megmutatta. A filmet a moszkvai Filmfesztiválon ezüst díjra jelölték egy évvel később. Balladai erejű háborúellenes filmje, A völgy (1968), Hernádi Gyula forgatókönyve alapján 1967-ben készült, és 1968-ban Angliában elnyerte az év legjobb külföldi filmje címet. Rendszeresen dolgozott a Magyar Televízió számára is, többnyire szórakoztató filmeket készített. 1976-ban Magyarország Érdemes Művésze lett. Lányai, Rényi Katalin Munkácsy Mihály-díjas festőművész és Rényi Réka.

## Rendezései
- Lakodalom Ecseren
- Mint a szemünk fényére (1953) (író is)
- Helytálltak (1954)
- Irány Varsó (1955)
- Paprikajancsi (1958)
- Barátságos idegen (1959)
- Kölyök (1959)
- Az óriás (1960)
- Két emelet boldogság (1960)
- Mindenki ártatlan? (1961)
- Legenda a vonaton (1962)
- Mindennap élünk (1963)
- A nagy fény (1964)
- Déltől hajnalig (1965)
- Tilos a szerelem (1965) (forgatókönyvíró is)
- Játék a múzeumban (1965) (forgatókönyvíró)
- Sikátor (1966) (forgatókönyvíró is)
- Ketten haltak meg (1966)
- Könnyű kis gyilkosság (1967)
- Nem vagyunk angyalok (1967)
- A völgy (1968)
- VII. Olivér (1969) (forgatókönyvíró is)
- 7 kérdés a szerelemről - és 3 alkérdés (1969) (író is)
- Krebsz, az isten (1969)
- A hasonmás (1970)
- Reménykedők (1971)
- A vasrács (1971) (forgatókönyvíró is)
- Minden út hozzád vezet (1972)
- A helyettes (1973)
- Sárkányölő (1973)
- Mia Mayo tévedése (1973)
- Makra (1974)
- Szép maszkok (1974)
- Húsvéthétfő Galgamácsán (1974)
- Az idők kezdetén (1975) (forgatókönyvíró is)
- K. O. (1978)
- Aki mer, az nyer (1979)
- Élve vagy halva (1979) (forgatókönyvíró is)
- Két pisztolylövés (1980)

## Díjai, elismerései
- SZOT-díj (1963)
- Balázs Béla-díj (1966)
- Érdemes művész (1976)